# Mastrus ineditus
Mastrus ineditus là một loài tò vò trong họ Ichneumonidae.